# باولا أورمايتشيا
باولا أورمايتشيا (بالإسبانية: Paula Ormaechea)‏ مواليد 28 سبتمبر 1992 في الأرجنتين، هي لاعبة كرة مضرب أرجنتينية بدأت مسيرتها كمحترفة سنة 2007 تلعب باليد اليمنى وتحتل حالياً المرتبة 264 (5 أكتوبر 2015) في تصنيف رابطة محترفات كرة المضرب. أعلى تصنيف لها كان 59.

## النهائيات

### الفردي: 1 (0–1)
| الحصيلة | الرقم | التاريخ        | الدورة                                  | الأرضية | المنافس          | النتيجة  |
| ------- | ----- | -------------- | --------------------------------------- | ------- | ---------------- | -------- |
| الوصافة | 1.    | 24 فبراير 2013 | بطولة كولومبيا المفتوحة للتنس، كولومبيا | ترابية  | إيلينا يانكوفيتش | 1–6, 2–6 |

## الخط الزمني للفردي
مفتاح
| ف | ن | ن.ن | ر.ن | د# | د.م | ل | أ.أ | ت | غ | ب | ف | ذ | م.خ | ل.ت |

(ف) فاز بالبطولة (ن) وصل النهائي (ن.ن) نصف النهائي (ر.ن) ربع النهائي (د#) الأدوار الأربعة الأولى (د.م) دور المجموعات (ل) شارك في كأس ديفيز (أ.أ) خرج من الأدوار الاولى (ت) خسر التصفيات التأهيلية (غ) غاب عن الحدث أو البطولة (ب) حصل على ميدالية برونزية (ف) حصل على ميدالية فضية (ذ) حصل على ميدالية ذهبية (م.خ) بطولة الماسترز خُفضت إلى مرتبة أقل (ل.ت) البطولة لم تعقد في السنة المعينة.
لتجنب الارتباك وازدواجية الحساب، يتم تحديث هذه المعلومات إما في نهاية البطولة، أو عندما تكون مشاركة اللاعب في البطولة قد انتهت.
| الدورة             | 2012 | 2013 | 2014 | ف-خ |
| ------------------ | ---- | ---- | ---- | --- |
| دورات الجراند سلام |      |      |      |     |
| أستراليا المفتوحة  | د2   | ت1   | د1   | 1–2 |
| فرنسا المفتوحة     | د1   | د3   | د3   | 4–3 |
| بطولة ويمبلدون     | ت1   | ت2   | د1   | 0–1 |
| أمريكا المفتوحة    | ت3   | د2   | د1   | 1–2 |
| فوز-خسارة          | 1–2  | 3–2  | 2–4  | 6–8 |

## الخط الزمني للزوجي
مفتاح
| ف | ن | ن.ن | ر.ن | د# | د.م | ل | أ.أ | ت | غ | ب | ف | ذ | م.خ | ل.ت |

(ف) فاز بالبطولة (ن) وصل النهائي (ن.ن) نصف النهائي (ر.ن) ربع النهائي (د#) الأدوار الأربعة الأولى (د.م) دور المجموعات (ل) شارك في كأس ديفيز (أ.أ) خرج من الأدوار الاولى (ت) خسر التصفيات التأهيلية (غ) غاب عن الحدث أو البطولة (ب) حصل على ميدالية برونزية (ف) حصل على ميدالية فضية (ذ) حصل على ميدالية ذهبية (م.خ) بطولة الماسترز خُفضت إلى مرتبة أقل (ل.ت) البطولة لم تعقد في السنة المعينة.
لتجنب الارتباك وازدواجية الحساب، يتم تحديث هذه المعلومات إما في نهاية البطولة، أو عندما تكون مشاركة اللاعب في البطولة قد انتهت.
| الدورة             | 2012 | 2013 | 2014 | ف-خ |
| ------------------ | ---- | ---- | ---- | --- |
| دورات الجراند سلام |      |      |      |     |
| أستراليا المفتوحة  | غ    | غ    | د1   | 0–1 |
| فرنسا المفتوحة     | غ    | غ    | د1   | 0–0 |
| بطولة ويمبلدون     | ت1   | د1   |      | 0–1 |
| أمريكا المفتوحة    | غ    | د1   |      | 0–1 |
| فوز-خسارة          | 0–0  | 0–2  | 0–1  | 0–3 |

## روابط خارجية
- باولا أورمايتشيا على موقع رابطة محترفات التنس (الإنجليزية)
- باولا أورمايتشيا على موقع الاتحاد الدولي لكرة المضرب (الإنجليزية)
- باولا أورمايتشيا على موقع كأس بيلي جين كينغ (الإنجليزية)
- باولا أورمايتشيا على موقع بطولة ويمبلدون (الإنجليزية)
- باولا أورمايتشيا على موقع خلاصة التنس.كوم (الإنجليزية)
- باولا أورمايتشيا على موقع إي إس بي إن.كوم (الإنجليزية)